# 潘光旦
潘光旦（1899年8月13日—1967年6月10日），原名光亶，后署名光旦，又名保同，字仲昂，江苏省太倉直隸州宝山縣罗店镇（今屬上海市寶山區）人，中国近代社会学家、优生学家和民族学家，对于优生学、教育制度、婚姻制度、家庭问题、人才分布等等均有研究。

## 生平
1913年江苏省政府咨送北京清华学校。1922年9月20日入讀美國東部的达特茅斯学院，插班進入三年级學習。這所學校位於美國東北部新罕布什尔州，屬美國開化較早的新英格蘭地區。潘光旦留美時期，大學和研究生時期的專業上主要學習的是生物學，中間曾有一年半專攻優生學。1922至1924年他在达特茅斯学院學習生物學，於1924年夏获生物學学士学位。1923年暑期、1924年夏至1925年夏，在紐約州長島冷泉港的優生學館學習優生學、人類學一年有半。1925年夏同時在冷泉港的卡納奇研究院，參加內分泌學的暑期講習班。1925年9月至1926年夏，在哥伦比亚大学學習生物學，获硕士学位。1926年夏在麻塞諸塞州林洞鎮的海濱生物研究所學習單細胞生物學。留美四年後，潘光旦於1926年秋回國。據1923年11月26日的《達特茅斯報》報導，他原計劃在达特茅斯学院畢業後去约翰霍普金斯大學學習醫學，後來他改变了主意，改去優生學纪录館學習了一年，後又在哥伦比亚大学學習生物學一年。
潘光旦返国后历任上海吳淞國立自治學校(創辦于1923年，以吳淞商埠局舊址為校舍)教務長，东吴大学法律学院预科主任，光华大学社会系主任、文学院院长，暨南大学讲师，中国优生学会会长等职务。1927年春，与胡适、徐志摩等在上海筹设新月书店。1929年10月任出席第3届太平洋国际学会中国代表团代表。1934年秋任清华大学社会系教授，后兼清华大学校务委员会委员。1937年10月任国立长沙临时大学教务长。1938年5月临时大学改为国立西南联合大学，任教务长。1941年参加中国民主政团同盟（即中国民主同盟之前身），任民盟中央常委。
1949年10月任中央人民政府文化教育委员会委员。任第2至4届全国政协委员，后任中央民族学院专门教授。1957年反右派斗争中被错划为右派分子，是人类学、民族学界五大右派(潘光旦、吴泽霖、黄现璠、吴文藻、费孝通)之一，因在土家族民族识别研究的成果而成為“破坏民族关系”的“罪名”。潘光旦和费孝通爱散步，傍晚时分，二人常到校门外散步，有些小学生争相围观，呼叫著那个大胖子（费孝通）是右派人物，並向他们扔石塊。潘光旦文革时被抄家、批斗，在医院，潘光旦因膀胱及前列腺發炎成为危重的病人，却無任何治疗。
1967年6月10日晚上，老保姆看到潘光旦情况不佳，急请隔壁的费孝通过来，潘光旦向费孝通索要止痛藥，费孝通没有，他又要安眠药，费孝通也没有。隨後，费孝通将潘光旦拥入怀中， 潘光旦遂逐渐停止呼吸，费孝通哀叹“日夕旁伺，无力拯援，凄风惨雨，徒呼奈何”。
潘光旦一生學術涉及广博，在优生学、人才学、家谱学、家庭制度、社会思想史、民族历史、教育思想、性心理学等众多领域都有很深的造诣。1979年右派问题获得改正。

## 逸闻
潘光旦年青时因伤失去了一条腿，平时用单拐，走路时仍非常自然。三反运动中，他被迫做检查，不用拐，“金鸡独立”地站在讲台上，岿然不动。
對於他在文理科兩方面的素質，1922年7月，梁啟超對他有如此評價，認為他頭腦之瑩澈，可以為科學家，情緒之深刻，可以為文學家。
“gene”的中文譯名“基因”同時是音譯和意譯，翻譯之巧妙十分難得，据推測是文理雙全的潘光旦于1930年代翻譯的。

## 著作
- 旧著有《优生学》、《优生概论》、《政学罪言》、《人文史观》、《人文生物学论丛》、《中国之家庭问题》、《中国伶人血缘之研究》、《明清两代嘉兴的望族》等，譯作有哈夫洛克·靄理士所著的《性心理學》。
- 《潘光旦文集》，14卷本，北京大学出版社，2000年1月。
- 《苏南土地改革访问记》，北京三联书店，1952年。
- 《夔庵随笔》，百花文艺出版社，2002年1月。